# Alpinia dekockii
Alpinia dekockii är en enhjärtbladig växtart som beskrevs av Theodoric Valeton. Alpinia dekockii ingår i släktet Alpinia och familjen Zingiberaceae. Inga underarter finns listade i Catalogue of Life.